# 二没食子酸
二没食子酸（或称为没食子酸-3-没食子酸酯）是一种有机化合物，化学式C14H10O9，是没食子酸形成的缩酚酸，存在于乳香黃連木（Pistacia lentiscus）等植物中，是鞣酸生物合成的前体。